# Klimow (Unternehmen)
Klimow (russisch ФГУП – Завод имени В.Я. Климова / FGUP – Sawod imeni W.Ja. Klimowa) ist ein russisches Unternehmen, das vor allem Flugtriebwerke und Gasturbinen entwickelt und produziert und ist über die United Engine Corporation Teil von Rostec. Es ist nach Wladimir Jakowlewitsch Klimow benannt, der ab 1935 das Konstruktionsbüro OKB-117 leitete und wesentlich an der Entwicklung des Unternehmens beteiligt war. Sitz und einziges Werk ist Sankt Petersburg.

## Geschichte
Das Unternehmen wurde 1914 als Joint Venture zwischen dem russischen Staat und Renault gegründet und fertigte in Lizenz Kraftfahrzeuge und auch Flugmotoren. In den 1930er-Jahren wurden zunächst Motorräder und Panzermotoren gefertigt, bevor ab 1935 die Entwicklung eigener Flugmotoren auf Basis des Hispano-Suiza 12Y begann, der als Klimow M-100 in Lizenz gefertigt wurde.
Während des Zweiten Weltkrieges wurde mit dem ab August 1939 verfügbaren Klimow M-105 ein Triebwerkstyp hergestellt, der in zahlreichen sowjetischen Kampfflugzeugen Verwendung fand. Nach dem Kriegsende zum Beginn der Strahltriebwerksära gelang es, auf Basis britischer Entwicklungen mit dem Klimow WK-1 ein konkurrenzfähiges Turbojettriebwerk zu entwickeln. Nach Klimows Tod übernahm Sergei Isotow die Leitung des Konstruktionsbüros. Unter ihm wurden in den 1960er-Jahren die Wellenturbinen Klimow GTD-350, Klimow TW2-117 und Klimow TW3-117 entwickelt, die eine Anzahl sowjetischer Hubschrauber antrieben.
Das in den 1980er-Jahren entwickelte Klimow RD-33 dient als Antrieb für die MiG-29. In dieser Zeit wurde mit dem Klimow GTD-1000T auch eine Gasturbine für den Panzerantrieb zur Serienreife gebracht. Für die Iljuschin Il-114 wurde in den 1990er-Jahren die Propellerturbine Klimow TW7-117 entwickelt und gefertigt. Gleichzeitig wurde auch die Herstellung von modularen Kleinkraftwerken auf Gasturbinenbasis aufgenommen. Diese Wellenturbinen sind auch für Boote, Lokomotiven und Groß-LKWs im Tagebaueinsatz vorgesehen.
Aktuell werden einige Neuentwicklungen durchgeführt. Klimow übernimmt auch die Versorgung der ausgelieferten Triebwerke mit Ersatzteilen und führt dafür den Service durch. Mittlerweile ist das Unternehmen nationaler Marktführer für Flugzeug- und Hubschraubermotoren.
Das Triebwerk WK-560W ist mit Stand 2024 in der Entwicklung und soll ab 2025 für die Hubschrauber Ansat und Ka-226 produziert werden.